# San Jose Barracuda
I San Jose Barracuda sono una squadra di hockey su ghiaccio dell'American Hockey League con sede nella città di San Jose, nello stato della California. Nati nel 2015 sono affiliati ai San Jose Sharks, squadra della National Hockey League con cui condividono il SAP Center at San Jose per gli incontri casalinghi.

## Storia
Il 29 gennaio 2015 i San Jose Sharks annunciarono il trasferimento della loro formazione affiliata in AHL da Worcester nel Massachusetts a San Jose in vista della creazione della Pacific Division, cessando così le attività dei Worcester Sharks. Si decise di far giocare le partite casalinghe della nuova squadra al SAP Center at San Jose, diventando così una delle due formazioni della AHL a giocare nello stesso palazzetto della loro squadra NHL insieme ai Manitoba Moose, squadra che condivide l'MTS Centre con i Winnipeg Jets.
Il 1º aprile 2015 il Silicon Valley Business Journal annunciò come gli Sharks avessero trovato un accordo di sponsorizzazione pluriennale con l'azienda Barracuda Networks come partner principale della nuova formazione; e per questo motivo la squadra si sarebbe chiamata San Jose Barracuda, con il logo della compagnia inserito nello sfondo. Inizialmente né gli Sharks né la Barracuda confermarono tali voci. Il giorno dopo in una conferenza stampa congiunta furono presentati al pubblico il nome e il logo della squadra.

### Affiliazioni
Nel corso della loro storia i San Jose Barracuda sono stati affiliati alle seguenti franchigie della National Hockey League:
- San Jose Sharks: (2015-)

## Record stagione per stagione
| Stagione           | Division | Gare | V  | S  | OTL | SOL | Punti | GF  | GS  | Piazzamento | Play-off                     |
| ------------------ | -------- | ---- | -- | -- | --- | --- | ----- | --- | --- | ----------- | ---------------------------- |
| San Jose Barracuda |          |      |    |    |     |     |       |     |     |             |                              |
| 2015-16            | Pacific  | 68   | 31 | 26 | 8   | 3   | 73    | 198 | 193 | 4°          | perde 1º turno (Ontario) 1-3 |

## Palmarès

### Premi individuali
- Yanick Dupré Memorial Award: 1

Ryan Carpenter: 2015-2016